# شیء (علوم رایانه)
شیء (به انگلیسی: Object) در علوم رایانه، مکانی در حافظه است که دارای مقدار است و احتمال فرستادن توسط یک شناسه را دارد. یک شیء می‌تواند یک متغیر، یک ساختمان داده یا یک تابع باشد. در نمونه برنامه‌نویسی شیء گرا بر پایه کلاس، «شی» به یک مثال ویژه‌ای از کلاس اشاره می‌شود که می‌تواند ترکیبی از متغیرها، توابع و ساختمان‌های داده باشد. در رابط‌های مدیریتی پایگاه داده یک شی می‌تواند یک جدول، ستون یا یک رابط بین موجودیت داده و پایگاه داده باشد (مانند مربوط بودن سن یک شخص به یک شخص خاص دیگر)

## زبان‌های برنامه‌نویسی شیء بنیاد
یک فرق مهم بین زبان برنامه‌نویسی، تفاوت بین زبان‌های شیء گرایی و شیء بنیاد است. یک زبان زمانی شیء بنیاد در نظر گرفته می‌شود که شامل قابلیت‌های اساسی شیء باشد مانند: هویت، ویژگی‌ها و صفات. یک زبان زمانی شیء گرایی است که بر پایه شیء باشد و همچنین ویژگی‌های مانند چندریختی و وراثت نیز دارا باشد. چند ریختی به توانایی اورلود کردن نام یک تابع به چند رفتاری برپایه اینکه چه شیء گذشت است اشاره دارد. با این حال بعضی از زبان‌های شیء گرایی مثل flavors و Common Lisp Object system تمایزها را بشتر از پارامتر اول تابع قادر می‌سازد.